# Östasiatiska museet

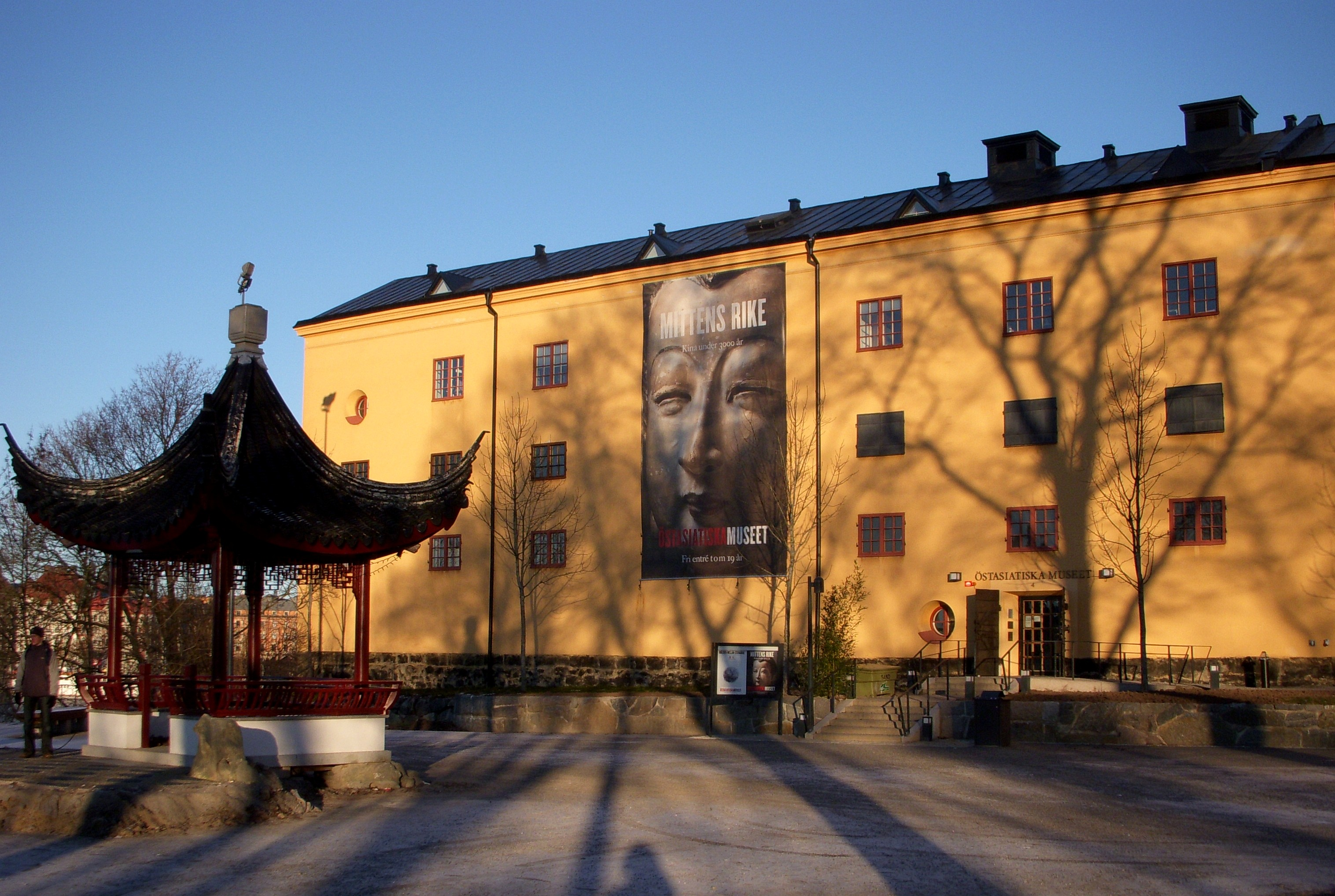
Östasiatiska museet

Het Östasiatiska museet is een museum voor kunst en archeologie uit Oost-Azië in Stockholm. Het is gelegen op het eiland Skeppsholmen nabij het museum voor de moderne kunst en bevat een uitgebreide en indrukwekkende collectie artefacten uit China, Japan, India en andere delen van Azië. Daarnaast beschikt het museum over een bibliotheek gerelateerd aan het Verre Oosten.

## Geschiedenis
Tijdens een bezoek aan het dal van de Gele Rivier in de vroege jaren twintig ontdekte de Zweedse geoloog en archeoloog Johan Gunnar Andersson een aantal onbekende nederzettingen en graven met objecten uit het Stenen Tijdperk. De rijke selectie aan vondsten waarvan hij toestemming kreeg om mee terug te nemen naar Zweden vormden uiteindelijk de basis voor dit in 1926 geopende museum. Aan de archeologische expedities nam ook deel de latere koning Gustaaf VI Adolf die een grote interesse had voor Chinese kunst en Oost-Aziatische geschiedenis. Hij liet zijn eigen collectie oude Chinese objecten na aan het museum. In 1959 werd besloten om de collecties van kunst en kunstnijverheid uit Oost- en Zuid-Azië van het Nationaal Museum hierin op te nemen. Het museum werd in zijn huidige vorm in 1963 geopend, in het voormalige arsenaal van de Zweedse vloot dat dateert uit 1700.